# Kopidlo
Kopidlo är en ort i Tjeckien.   Den ligger i regionen Plzeň, i den västra delen av landet, 70 km väster om huvudstaden Prag. Kopidlo ligger 434 meter över havet och antalet invånare är 117.
Terrängen runt Kopidlo är huvudsakligen platt, men åt nordväst är den kuperad. Runt Kopidlo är det ganska tätbefolkat, med 70 invånare per kvadratkilometer. Närmaste större samhälle är Třemošná, 15,0 km söder om Kopidlo. I omgivningarna runt Kopidlo växer i huvudsak blandskog.